# Julia Colman
Julia Colman (pseudônimo, Tia Julia; Condado de Fulton, 16 de fevereiro de 1828 – Brooklyn, 10 de janeiro de 1909) foi uma educadora, ativista, editora de jornal e escritora norte-americana. Ela trabalhou como superintendente de literatura na União de Temperança Cristã da Mulher (abreviado em inglês: WCTU).
Colman, ao longo de muitos anos de sua vida, esteve em pouco contato direto com a National Temperance Society, para a qual prestou serviço. Ela, na verdade, contribuiu para o lado educacional e missionário da Sociedade escrevendo para seus periódicos e para folhetos, panfletos e literatura de livros. Nessa linha, ela destacou ao instruir crianças e jovens, bem como de adultos, nos princípios da abstinência total e da proibição. Ela acreditava firmemente na educação como o grande meio de alcançar o sucesso. Colman também preparou várias séries de panfletagens para a WCTU. Entre eles podem ser mencionados em Union Leaflets, que chegam a 114 em número; Gospel Handbills, atingindo 67 números; e a Beer Series, atingindo 57 números. Ela preparou mais de 450 folhetos que foram publicados pela National Temperance Society. Sua obra mais importante e maior foi intitulada The Temperance Handbook for Speakers and Workers, um volume de 178 páginas. Sua escrita Alcohol and Hygiene for Schools teve uma grande venda por muitos anos, e seu Juvenile Temperance Manual for Teachers estava em demanda. Colman dedicou a maior parte de seu tempo a esse trabalho de divulgar e divulgar literatura educacional. Ela foi uma editora colaboradora do The Union Signal.

## Primeiros anos e educação
Julia Colman nasceu em Northampton, Fulton County, Nova Iorque, no vale do Grande Lago Sacandaga, em 16 de fevereiro de 1828. Ela era de ascendência puritana e huguenote. A família Colman da Inglaterra morou em Wethersfield, Connecticut no ano de 1634. Por volta de 1800, a família de seu avô mudou-se para a Região Oeste dos Estados Unidos, ou seja, em Northampton, Condado de Montgomery (agora Condado de Fulton), no estado de Nova Iorque. Sua mãe, Livia Spier, era de ascendência galesa, que veio para Boston oito gerações antes. Seu pai, Rev. Henry R. Colman, foi um clérigo da Igreja Metodista Episcopal. Ela tinha quatro irmãos. Em 1840, a família mudou-se para Wisconsin, seu pai foi promovido como missionário para o povo Oneida perto de Green Bay, Wisconsin. Em 1847, eles estavam em Fond du Lac, Wisconsin. Desde a infância ela era uma devota cristã evangélica, membro da Igreja Metodista Episcopal.
Em seus esforços na juventude para se comunicar com as crianças da floresta ligada ao povo Oneida, Colman lançou as bases daquela simplicidade e franqueza de estilo pelas quais suas obras foram notadas e que foi resultado do sucesso de suas extensas produções literárias. Não havia escolas naquela região que ela pudesse frequentar, mas a falta foi suprida pelo cuidadoso ensino familiar. Antes de 1849, ela começou a dar aulas nos condados de Calumet e Fond du Lac, "vivendo na sala de visitas" — como era chamado o embarque de família em família — e continuando diligentemente seus próprios estudos como podia. Durante este período, iniciou o estudo da botânica, analisando e classificando mais de 300 exemplares antes de ter a ajuda de qualquer professor. Esta foi uma conquista rara, surpreendentemente indicativa e, ao mesmo tempo, treinando-a naqueles hábitos de pesquisa cuidadosa que, mais tarde, se mostraram tão úteis em outros departamentos.
Em 1849, quando a Universidade Lawrence, em Appleton, abriu suas portas para os alunos, Colman estava nas primeiras aulas. Ela permaneceu lá por quase dois anos, e depois passou dois anos no Seminário Cazenovia, Nova Iorque, sob a supervisão do Dr. Bannister, graduando-se em 1853, com a primeira turma do colegiado ou curso de cinco anos. Suas especialidades eram as línguas e a ciência moral, com aptidão incomum em fisiologia e química.

## Carreira

### Professora e editora de jornal
Depois de um ou dois anos a mais dando aulas como professora, ela deliberadamente escolheu atividades literárias, aceitando uma posição no escritório editorial da Methodist Sunday School Union and Tract Society, da Methodist Publishing House, na cidade de Nova Iorque, onde permaneceu por mais de treze anos, como bibliotecária e auxiliar dos Drs. Kidder, Wise e Vincent, conhecendo o trabalho como editora, na produção editorial e da sociedade benevolente, que foi de grande valor para ela em seus cargos posteriores. Durante uma parte desse tempo, ela ajudou na edição do Sunday-School Advocate, que na época tinha uma circulação de quase 400 000 exemplares, e onde seus artigos, assinados "Tia Julia", atraíam muita atenção.

### Ativista antitabagismo
Ela iniciou uma luta contra o tabaco, induzindo os meninos a formar "Ligas Antitabaco" na região para aprender sobre o tabaco e trabalhar contra ele, especialmente distribuindo literatura antitabagismo. Ela lhes forneceu um manual e outros requisitos, e mais de 100 dessas ligas foram formadas em diferentes partes do país. Eles eram efêmeros, como necessariamente eram as sociedades de meninos, mas apontavam na direção certa e, sem dúvida, fizeram algo em direção ao movimento antitabagismo. Foi, em todos os eventos, um prenúncio de trabalho futuro.

### Continuidade dos estudos
Traduções do francês e do alemão de artigos para a National Magazine e cartas para o Christian Advocate, a preparação de vários pequenos livros para crianças sobre história natural, antiescravidão e o movimento da temperança, estavam entre os trabalhos literários daquele período. Enquanto os esforços benevolentes na grande escola dominical da Greene Street Church, onde por cinco anos ela foi superintendente, fazia parte seu trabalho externo. Essas demandas constantes e prementes, no entanto, finalmente provaram ser demais para sua saúde, e ela renunciou a uma parte delas para uma série de estudos em medicina e fisiologia. Através deles ela encontrou seu caminho para a saúde restaurada, que continuou quase ininterrupta por um longo período de tempo. Ela também foi levada a conhecer os aspectos médicos e científicos da questão da temperança. Sempre um abstêmio, ela então viu como ela poderia trabalhar para a abstinência total com sucesso, e ela começou em 1868 a escrever e dar palestras sobre o assunto.
Ela fez cursos parciais em diferentes faculdades de medicina, para que pudesse aprender seus ensinamentos sobre o álcool e obter uma base fisiológica sólida para estudos posteriores. Ela falou perante sociedades locais de temperança, institutos de professores e conferências metodistas, proferindo mais de 100 palestras antes da cruzada. Outros compromissos a impediram de participar ativamente da revolta, mas em 1875, ela ingressou no trabalho local e deu origem à primeira "escola de temperança". Isso marcou um novo ponto de partida no trabalho de temperança entre as crianças, na medida em que era em grande parte intelectual, os alunos sendo organizados em classes, recitando para professores e revistos por um superintendente, auxiliado pelo uso sistematizado de livros didáticos, folhetos, gráficos e experimentos. Esses métodos educacionais tiveram destaque para a WCTU Nacional, e Colman foi eleita editora de uma página do órgão nacional por um ano, para impulsionar esse trabalho elementar, que logo se tornou o modelo predominante em todo o trabalho da mulher e em outras organizações de temperança.
Antes disso, Colman, como a maioria dos outros, não se comoveu com as necessidades de temperança. Ela via e deplorava a intemperança, mas, como aqueles ao seu redor, não conseguia ver nenhum método eficaz de controlá-la. A questão nunca tinha chegado a ela praticamente, nem para ela nem para outros com quem ela se associava, mas agora, no decorrer desses estudos posteriores, ela viu uma maneira de abordar a temperança. Ela imediatamente começou a estudar e escrever sobre o assunto e, não encontrando acesso suficiente ao público através de fontes de imprensa disponíveis para ela, ela preparou uma palestra sobre "Álcool nosso inimigo", que, depois de muito esperar, ela foi autorizado a entregar. Foi em março de 1868, diante de uma casa lotada na igreja da qual ela era então membro, na presença e com a ajuda de seu pastor e outros amigos influentes, a palestra foi proferida, e posteriormente repetida muitas vezes em outros lugares.
Encontrando seu tempo e interesse absortos neste assunto de temperança e além de alimentação e dieta, ela, no outono de 1867, cortou sua longa ligação com a Metodista Publishing House, onde, por mais agradável que fosse, havia pouco chance (ser mulher) de progresso. Ela então deu dois cursos de palestras sobre "Comida" no Dixon Institute, Brooklyn, Nova Iorque, escreveu uma longa série de artigos sobre o assunto para The Ladies' Repository e também para o Rural New Yorker, Home and Health, Science of Health, Good Health, entre outros periódicos, além de artigos sobre temperança para a National Temperance Society e para o Youth's Temperance Visitor no Maine. Através deste último, ela foi acidentalmente conduzida a uma longa série de compromissos para dar palestras naquele Estado sobre temperança. Isso lhe deu a tão desejada oportunidade de estudar o problema da temperança naqueles estados e aprender as condições que levaram ao seu avanço e sucesso lá. Durante o inverno e a primavera de 1870 e 1871, ela cumpriu quase 100 compromissos, usando suas técnicas orais em conferências metodistas e ora em institutos de professores, onde defendia o ensino da temperança na escola diurna, soando as primeiras notas sobre o assunto. Ela também preparou uma série de esboços dos presidentes estaduais da WCTU, publicados na revista Demorest's Magazine.
Ela finalmente concluiu, porém, que poderia atingir um número maior com sua oratória se ela dedicasse, exclusivamente, sobre esse assunto, e assim promover com mais eficácia uma causa pela qual seu interesse se tornava cada vez mais absorto. Desejava também fazer um curso de medicina, que preferia fazer em diferentes faculdades, para aprender as várias ideias sobre os usos do álcool na medicina. Ela deu especial atenção durante este período de estudo ao curso de química. Esse método quebrado não a favorecia a obtenção de um diploma, que, no entanto, lhe foi oferecido. Mas ela recusou a honra, pois não pretendia praticar e não se importava em florescer um título médico. Ela também prestou muita atenção à química e preparação de alimentos, fazendo investigações em várias instituições de saúde, e posteriormente publicou nada menos que 75 artigos consecutivos sobre este assunto no Monthly Science of Health and Phrenological Journal.

### Reforma do Movimento de Temperança
Foi enquanto realizava alguns desses compromissos, para que ela não pudesse dar sua atenção pessoal à causa, que a cruzada pelo movimento de temperança varreu os Estados Unidos. Em 1875, Colman foi nomeada superintendente de literatura na WCTU, cargo que ocupou por quinze anos. Durante esse tempo, ela escreveu, editou e publicou mais de 500 livros, folhetos, panfletos e folhas de atividades. Entre os livros e panfletos que escreveu estão: "Os Catecismos sobre o Álcool e o Tabaco" (1872), que atingiu uma circulação de 300 000 exemplares; "Manual de Temperança Juvenil para Professores"; "O Catecismo Primário da Temperança"; "O Catecismo da Cerveja"; "O Catecismo de Temperança da Escola Dominical"; "A Escola de Temperança"; "Manual de Temperança para Oradores e Trabalhadores"; "Uma Noite com Robinson Crusoe", e panfletos menores, folhetos e folhetos para jovens e adultos. Ela editou durante esse tempo em The Young People's Comrade e The Temperance Teacher.
Mas quando, no verão de 1875, ela se retirou para uma cidade do interior para descansar, levando consigo para a preparação os "Vinte Tratados sobre Temperança". Envolvendo-se ativamente no novo trabalho de temperança, que ajudou a iniciar naquela cidade um sindicato local de Temperança, e tornou-se Superintendente da primeira chamada "Escola de Temperança". Para isso, ela escreveu o "Catecismo sobre o Álcool", que ela havia escrito e publicado três anos antes, e desenvolveu o método posteriormente desenvolvido em suas "Lições da Natureza", publicadas em Our Union em 1877, e mais detalhadamente na Revista Manual Juvenil da temperança. Relatos desta escola nos jornais e em outros lugares chamaram a atenção, e na Convenção Nacional da WCTU, em Newark, Nova Jérsia, em 1876, Colman foi eleita para dirigir uma página de Our Union para as crianças, preparando aulas explicativas do catecismo. Ela também foi nomeada Presidente de um "Comitê de Folhetos", que foi o ponto de partida do trabalho extenso de literatura, do qual atuou como Superintendente.
O seu trabalho neste departamento visava conceber medidas eficazes para a distribuição da literatura sobre temperança, privilegiando temas especiais para harmonizar com outras linhas de trabalho e, mais particularmente, o conhecimento apurado da natureza e dos efeitos dos intoxicantes como indispensável para se livrar deles. Isso deveria ser seguido com folheto após folheto, e então cursos de leituras sobre cada tópico, como "Leituras sobre Cerveja", já publicadas. Estes foram concebidos para os sindicatos da região, para serem acompanhados pela distribuição dos folhetos e folhetos, um tipo de cada vez. Estes levariam ao estudo de livros que se tornariam parte de uma biblioteca de empréstimo e referência, e que poderiam ser disponibilizados e efetivados pelos esforços dos membros dos sindicatos. Colman não pretendia tanto produzir novas publicações como utilizar o melhor do que foi publicado. O que faltava ela supria, como nos Folhetos da União (71), especialmente adaptados às diversas necessidades do trabalho da mulher; a Série de Folhetos da Cerveja (57); a Série do Evangelho (30), e assim por diante.
Ainda mais tarde, ela escreveu "Alcohol and Hygiene", um livro didático, destinado a preceder o Temperance Lesson Book, de Richardson nas escolas primárias. Isso foi bem recebido. Ela também iniciou uma série de "Folhetos para Jovens", adequados para distribuição com outras pessoas em escolas e faculdades. De maneira semelhante, ela classificou uma grande variedade dos melhores folhetos e panfletos em conjunto, de acordo com a sua característica, de modo que era fácil obter espécimes de folhetos para usos definidos. Suas orientações foram tão simples e claras que o trabalho de distribuição de folhetos foi eficaz. Ela adaptou uma variedade de folhetos, panfletos e cartões de hinos, formando um sistema completo de requisitos. Ela emitiu muitos cartões de cromolitografia com lemas de temperança para festa de aniversário, feriados, Páscoa, Dia dos Namorados, entre outros.
Ela também sugeriu e planejou o sistema de coleta de centavos para suprir as necessidades de seu departamento. Este plano foi adotado pela Convenção Nacional em Boston em 1880. Mas não cobria suas despesas pessoais, que ela supria principalmente por suas contribuições à imprensa fora do trabalho de seu departamento, ou por trabalhos editoriais como o que ela concedia ao Young People's Comrade.
Catechism on Alochol and Tobacco, publicado em 1885, foi impresso em várias línguas estrangeiras, e a Sociedade Nacional de Temperança vendeu mais de 300 000 exemplares. The Youth's Temperance Banner e The Water Lily, periódicos mensais emitidos pela National Temperance Society para uso nas escolas dominicais, às vezes eram editados por ela. The Beauties of Temperance foi um dos livros preparados por Colman, mas publicado pela Eaton & Mains. Em 1891, ela terminou seu cargo como superintendente do Departamento de Literatura de Temperança, mas continuou como superintendente do Departamento de Saúde, na WCTU Nacional, com seu escritório na Casa da Bíblia, em Nova Iorque.
Um aparelho de teste eficaz, capaz de mostrar uma variedade de experimentos químicos úteis, foi montado por ela. Com sua ajuda, ela ministrou cursos de palestras ilustradas em Silver Spring, Maryland, Ocean Grove, Nova Jérsei, Toronto e outros lugares, tendo como principal objetivo simplificar os ensinamentos científicos e torná-los atraentes para pessoas de todas as idades.

## Vida pessoal
Colman morreu no domingo, 10 de janeiro de 1909, em sua casa no Brooklyn, Nova Iorque, e foi enterrada em um jazigo da família em Fond du Lac, Wisconsin. Sua morte foi causada por asfixia com gás, um "suposto acidente" de acordo com o médico legista. O serviço fúnebre foi realizado quatro dias depois, com Ella A. Boole, falando em nome da WCTU. Algumas de suas cartas estão localizadas em Madison, Wisconsin, no Henry Root Colman Papers, State Historical Society of Wisconsin.

## Obras publicadas

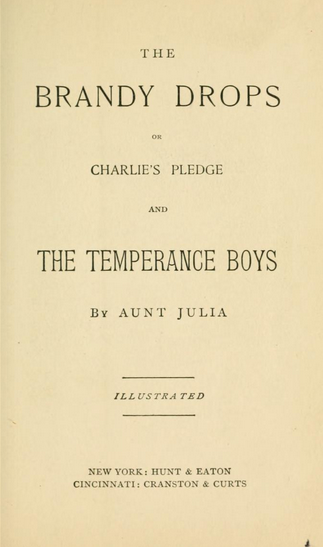
The Brandy Dops; or, Charlie's pledge and The Temperance Boys, obra de Julia Colman (Tia Julia)

- Catechism on alcohol, with responsive exercises on temperance, 1874 (em inglês)
- Begin right, 188- (em inglês)
- Our chemical experiments of illustrate temperance teaching : containing lists and cuts of apparatus and full directions for using it, followed by a specimen lecture, 188- (em inglês)
- Shooting at a mark, 188- (em inglês)
- Alcohol and hygiene: an elementary lesson book for schools, 1882 (em inglês)
- Methods of work with temperance literature, 1883 (em inglês)
- Facts for firemen, soliers, sailors, and others in public service, 1883 (em inglês)
- Readings on beer: an annual course of readings on beer, for local unions or other temperance organizations, 1885 (em inglês)
- The catechism on beer for advanced classes: (third grade), 1885 (em inglês)
- Juvenile temperance manual for teachers, 1885 (em inglês)
- The primary temperance catechism, 1885 (em inglês)
- Catechism on alcohol and tobacco with scripture responsive exercises, 1885 (em inglês)
- The temperance school; its object, organization, methods, and directions for starting it, 1886 (em inglês)
- Juvenile temperance manual, 1886 (em inglês)
- No king in America : a patriotic temperance programme : in three parts, 1888 (em inglês)
- The temperance hand-book for speakers and workers, 1889 (em inglês)
- Readings on cider. An annual course of readings for local unions, or other temperance organizations., 1889 (em inglês)
- Our cider entertainment. A concert exercise. With tableaux vivants., 189- (em inglês)
- The Sunday-school temperance catechism. Containing some of the scriptural evidences for temperance., 1892 (em inglês)
- Catechism for little water-drinkers. To precede the catechism on alcohol., 1896 (em inglês)
- Temperance sunshine for the use of Epworth Leagues, 1899 (em inglês)
- Questions and answers on temperance, 1900 (em inglês)